# Lunca Câlnicului
Lunca Câlnicului – wieś w Rumunii, w okręgu Braszów, w gminie Prejmer. W 2011 roku liczyła 2793 mieszkańców.